# Хасэгава Ёсимити
Граф Хасэгава Ёсимити (яп. 長谷川 好道, 1 октября 1850 — 27 января 1924) — маршал Императорской армии Японии и генерал-губернатор Кореи в 1916—1919 годах.

## Биография
Ёсимити родился в семье самурая-мастера фехтования в Ивакуни — владении, входившем в княжество Тёсю. Он участвовал в войне Босин на стороне императора.
После создания Императорской армии Японии в 1871 году Хасэгаве было присвоено звание капитана, а позже — майора. Во время восстания Сайго Такамори в Сацуме Хасэгава Ёсимити был командующим полком.
В 1885 году он уехал во Францию, где, в качестве военного атташе, изучал европейское военное дело. В следующем году, после возвращения в Японию, Хасэгаве был присвоено звание генерал-майора.
В ходе первой японо-китайской войны Хасэгава командовал 12-й пехотной бригадой. Он участвовал в битве под Пхеньяном 15 сентября 1894 года и битвах при Хайчэне (кит. 海城), продолжавшихся с декабря 1894 по январь 1895 года. После войны ему был присвоен титул виконта.
С сентября 1904 года по декабрь 1908 года Хасэгава командовал Корейской армией (яп. 韓国駐剳軍). В 1912 году он стал председателем генерального штаба Японии. Хасэгава Ёсимити осуществил реформу, согласно которой только офицеры действительной военной службы могли становиться военными министрами и министрами флота.
В 1915 году Хасэгава получил титулы маршала и графа.
В октябре 1916 года Хасэгава Ёсимити стал вторым генерал-губернатором Кореи. Его жесткая и одновременно неэффективная политика привела к восстанию 1 марта 1919 года.
Хасэгава умер в 1924 году. Его могила расположена на кладбище Аояма в Токио.

## Книги
- Craig, Albert M. Chōshū in the Meiji Restoration. — Cambridge: Harvard University Press, 1961.
- Dupuy, Trevor N. The Harper Encyclopedia of Military Biography. — New York: HarperCollins Publishers Inc., 1992. — ISBN 0-7858-0437-4.
- Jansen, Marius B. and Gilbert Rozman, eds. Japan in Transition: From Tokugawa to Meiji. — Princeton: Princeton University Press, 1986.
- Jansen, Marius B. The Making of Modern Japan. — Cambridge: The Belknap Press of Harvard University Press, 2000.